# حقل أوتاد
حقل أوتاد هو حقل غاز طبيعي، سعودي في غرب حقل الغوار على بعد 142 كيلومتراً جنوب غرب مدينة الهفوف، شرق السعودية، أُعلنَ عن اكتشافه يوم 30 نوفمبر سنة 2022، وذكر الأمير عبد العزيز بن سلمان، وزير الطاقة السعودي أن اكتشاف الحقل أُعلنَ بعد تدفق الغاز من بئر أوتاد-108001 بمعدل 10 ملايين قدم مكعبة قياسية في اليوم و740 برميلا من المكثفات، كما تدفق الغاز من البئر أوتاد-100921 بمعدل 16.9 مليون قدم مكعبة قياسية في اليوم و165 برميلا من المكثفات.